# Aeroporto di Stord-Sørstokken
L'Aeroporto di Stord-Sørstokken (in norvegese:Stord lufthavn, Sørstokken; in nynorsk:Stord Lufthamn) (IATA: SRP, ICAO: ENSO) è un aeroporto norvegese situato nella penisola di Sørstokken sull'Isola di Stord nella municipalità di Stord a 13 km dalla città di Leirvik. L'aeroporto è dotato di una sola pista lunga 1 460 m e larga 30 con orientamento 15/33. Aperto nel 1985 è dotato dal 1986 di ILS. Originariamente era sia pubblico che privato ma nel 1991 è passato al completo controllo pubblico. Nel 1996 la pista venne estesa dai 1 080 m iniziali fino ai 1 460 m attuali. Dal 2010 l'aeroporto percepisce aiuti statali. L'aeroporto è stato inoltre protagonista dell'incidente del Volo Atlantic Airways 670.

## Storia

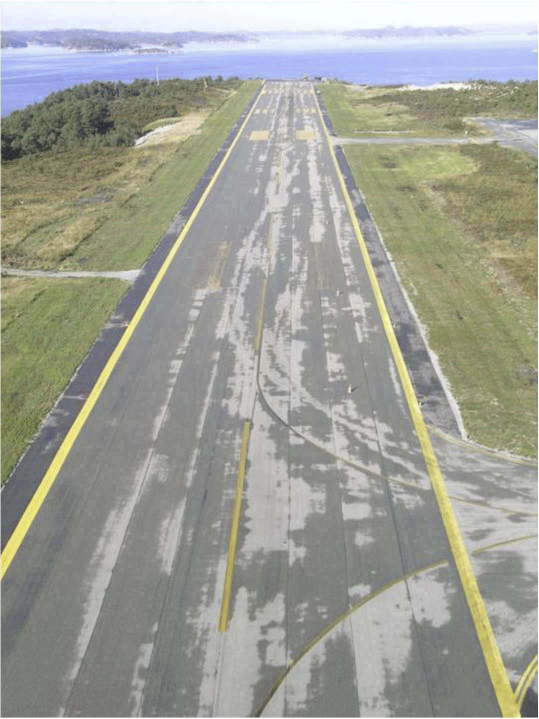
La pista 15/33 lunga 1460 m

I primi ad interessarsi alla costruzione di un aeroporto furono le compagnie impiegate nelle piattaforme petrolifere che nel 1978 presentarono al comune di Stord un piano per la costruzione di un aeroporto. Il piano venne però respinto per l'impatto ambientale provocato dalla costruzione della pista e anche perché era intenzione del governo norvegese di costruire un ponte per collegare l'isola alla terraferma. Il progetto non venne comunque scartato definitivamente e nel 1983 l'aeroporto ottenne il permesso alla costruzione. La costruzione dell'aeroporto, stimata in circa 25,5 milioni di NOK, venne finanziata sia da enti pubblici che da privati. Il 25 ottobre 1985 l'aeroporto iniziò le operazioni. 
Già durante la costruzione alcune compagnie aeree si interessarono all'aeroporto. Tra queste la Fonnafly e la Coast Aero Center. Le stime delle compagnie erano nell'ordine dei 36 passeggeri/anno per il volo con destinazione Oslo e decisero di utilizzare un Cessna 441 Conquest. Nel 1986 venne installato l'ILS e l'aeroporto divenne così di seconda categoria. Nel 1991 l'aeroporto era sull'orlo del fallimento e venne salvato grazie ad un finanziamento pubblico. Successivamente nel 1997 venne installato un VOR e ampliato il terminal passeggeri. Grazie agli investimenti nel 1998 l'aeroporto raggiunse la cifra record di 52 130 passeggeri. Negli anni 2004 e 2008 due compagnie aeree che operavano nell'aeroporto fallirono facendo diminuire considerevolmente il numero di passeggeri dell'aeroporto. Nel 2010 la struttura ricevette 12 milioni di NOK di finanziamenti pubblici. I politici democratici locali proposero addirittura la chiusura dell'aeroporto.